# 오스카르 루헤리
오스카르 알프레도 루헤리(스페인어: Oscar Alfredo Ruggeri, 1962년 1월 26일 ~ )는 아르헨티나의 전직 축구 선수로, 포지션은 센터 백이었으며 "큰 머리"(El Cabezón)라는 별명으로 부르기도 했다.
1980년 당시 디에고 마라도나가 뛰고 있던 보카 주니어스 소속으로 데뷔했고 1981년 아르헨티나 프리메라 디비시온 우승에 공헌했다. 1985년 라이벌 팀인 리버 플레이트로 이적했고 1986년 팀의 아르헨티나 프리메라 디비시온과 코파 리베르타도레스, 인터콘티넨털컵 우승에 공헌했다. 그 후 CD 로그로녜스와 레알 마드리드(스페인), 벨레스 사르스필드(아르헨티나), 안코나(이탈리아), 클루브 아메리카(멕시코), 산로렌소와 라누스(아르헨티나) 소속으로 활약했고 1997년 현역 은퇴했다.
1986년 FIFA 월드컵과 1990년 FIFA 월드컵, 1994년 FIFA 월드컵에서 아르헨티나 대표로 출전했으며 1986년 FIFA 월드컵에서는 아르헨티나의 FIFA 월드컵 우승에 공헌했고 1990년 FIFA 월드컵에서는 아르헨티나의 FIFA 월드컵 준우승에 공헌했다. 1994년 FIFA 월드컵에서는 불과 두 경기만에 디에고 마라도나와 함께 중도 하차했고 아르헨티나가 루마니아와의 16강전 경기에서 2-3으로 패하면서 탈락하게 되자 대표팀 은퇴를 선언하게 된다.

## 수상

### 클럽
보카 주니어스
- 아르헨티나 프리메라 디비시온 1회 우승 (1981 메트로)

리버 플레이트
- 아르헨티나 프리메라 디비시온 1회 우승 (1985-86)
- 코파 리베르타도레스 1회 우승 (1986)
- 인터콘티넨털컵 1회 우승 (1986)

CA 산로렌소
- 아르헨티나 프리메라 디비시온 1회 우승 (1995 클라우수라)

레알 마드리드
- 라 리가 1회 우승 (1990)

### 국가대표
아르헨티나
- 1986년 FIFA 월드컵 우승
- 코파 아메리카 2회 우승 (1991, 1993)
- 1992년 킹 파흐드컵 우승

### 개인
- 1991년 남아메리카 올해의 축구 선수 수상